# Портрет леди (фильм)
«Портрет леди» (англ. The Portrait Of A Lady) — американская драма 1996 года, экранизация одноимённого романа Генри Джеймса, снятая режиссёром Джейн Кэмпион.

## Сюжет
В центре событий оказывается молодая и наивная девушка по имени Изабель Арчер, которая волей судьбы становится игрушкой в руках своей «покровительницы» мадам Мерл и коварного и жестокого Гилберта Осмонда.

## В ролях
- Николь Кидман — Изабель Арчер
- Джон Малкович — Гилберт Осмонд
- Барбара Херши — мадам Серена Мерл
- Мэри-Луиз Паркер — Генриетта Стакпол
- Мартин Донован — Ральф Тачит
- Шелли Винтерс — миссис Тачит
- Джон Гилгуд — мистер Тачит
- Шелли Дюваль — графиня Гемини
- Ричард И. Грант — лорд Уорбёртон
- Кристиан Бейл — Эдвард Розье
- Вигго Мортенсен — Каспер Гудвуд
- Валентина Черви — Пэнси Осмонд
- Роджер Эштон-Гриффитс — Боб Бэнтлинг

## Производство
Главной кандидатурой на роль мадам Мерл была Сьюзан Сарандон, но она выбыла из проекта, когда съёмки картины были отложены. В итоге роль сыграла Барбара Херши, получившая свою первую номинацию на премию «Оскар» за работу над фильмом. Первоначально режиссёр Джейн Кэмпион предложила Джону Малковичу роль, позднее доставшуюся Мартину Доновану.
Съёмки картины проходили с 8 августа по декабрь 1995 года в Италии, Великобритании, Турции и Австралии.
Главную музыкальную тему фильма известный польский композитор Войцех Киляр (автор музыки к фильмам «Дракула», «Земля обетованная», «Хроника любовных приключений») придумал, возвращаясь на самолёте в Польшу после встречи с режиссёром Джейн Кэмпион. Не имея под рукой бумаги, он записал мелодию на посадочном талоне. Работая над ролью графини Гемини, Шелли Дювалль выучила итальянский язык.

## Награды
После выхода фильм был номинирован на несколько престижных премий, а также завоевал некоторые награды:
1996 год:
- «Los Angeles Film Critics Association Awards»: «Лучший производственный дизайн» (Джанет Паттерсон) и «Лучшее исполнение женской роли второго плана» (Барбара Херши) — победа
- «New York Film Critics Circle Awards»: «Лучшее исполнение мужской роли второго плана» (Мартин Донован) — второе место
- «Венецианский кинофестиваль»: «Лучший фильм» (Джейн Кэмпион) — победа

1997 год:
- «Оскар»: «Лучшее исполнение женской роли второго плана» (Барбара Херши) и «Лучший дизайн костюмов» — номинации
- «Ассоциация кинокритиков Чикаго»: «Лучшее исполнение женской роли второго плана» — номинация
- «Chlotrudis Award»: «Лучшее исполнение мужской роли второго плана» (Мартин Донован) и «Лучшее исполнение женской роли второго плана» (Барбара Херши) — номинации
- «Золотой глобус»: «Лучшее исполнение женской роли второго плана» (Барбара Херши) — номинация
- «National Society of Film Critics Awards» (США): «Лучшее исполнение мужской роли второго плана» (Мартин Донован) и «Лучшее исполнение женской роли второго плана» (Барбара Херши) — победа
- «Спутник»: «Лучший дизайн костюмов» (Джанет Паттерсон), «Лучший сценарий-адаптация» (Лора Джонс) и «Выдающаяся работа в управлении художественным отделом» (Джанет Паттерсон) — номинации